# 浅野斉粛
浅野 斉粛（あさの なりたか）は、江戸時代後期の大名。安芸国広島藩の第9代藩主。官位は従四位上・安芸守、左近衛少将。浅野家24代当主。

## 略歴
第8代藩主・浅野斉賢の長男として誕生。幼名は勝吉。初めは長粛（ながたか）を名乗っていたが、のちに父同様に義父でもある徳川家斉の偏諱を授かり斉粛に改名した。
文政6年（1823年）6月18日、家斉の二十四女・末姫と縁組する。天保2年（1831年）1月20日、家督を相続した。天保3年（1832年）7月23日、従四位下・侍従・安芸守に任官する。天保7年12月16日（1837年）、左少将に任官した。天保11年12月16日（1841年）、従四位上に昇進する。斉粛の治世の広島藩は天保の大飢饉、河川の普請工事、将軍の姫との婚儀など、天災や事業、行事などが重なって、藩政は多難を極め、財政は火の車となった。このため、斉粛は野村帯刀を登用して藩政改革に取り組んだが、あまり効果は得られなかった。
天保6年（1835年）、広島城の鬼門に位置する明星院に浅野家の初代浅野長政を祭神とする社を建立した（明治6年（1873年）に県社となり、饒津神社となる）。
安政5年（1858年）4月12日、長男の慶熾に家督を譲って隠居した。隠居により、通称を備後守に改める。慶応4年（1868年）正月12日、52歳で死去した。法号は温徳院殿寛洪日順大居士。墓所は広島県広島市の神田山墓地。

## 系譜
- 父：浅野斉賢（1773-1831）
- 母：梅梢院（宮川氏）
- 正室：末姫（1817-1872） - 泰栄院、徳川家斉の二十四女
  - 長女：八百姫 - 夭折
- 妙信院（奥弥三兵衛典雅の娘）
  - 長男：浅野慶熾（1836-1858）